# Rijksbeschermd gezicht Goes
Gezicht Goes is een van rijkswege beschermd stadsgezicht in Goes in de Nederlandse provincie Zeeland. De procedure voor aanwijzing werd gestart op 10 januari 1979. Het gebied werd op 7 oktober 1982 definitief aangewezen. Het beschermd gezicht beslaat een oppervlakte van 44,6 hectare.
Panden die binnen een beschermd gezicht vallen krijgen niet automatisch de status van beschermd monument. Wel zal de gemeente het bestemmingsplan aanpassen om nieuwe ontwikkelingen in het gebied te reguleren. De gezichtsbescherming richt zich op de stedenbouwkundige en cultuurhistorische waardering van een gebied en wil het toekomstig functioneren daarvan veiligstellen.
Het stadsgezicht is een van de 17 beschermde stads- en dorpsgezichten in Zeeland.